# Alberton (Südafrika)
Alberton ist eine Stadt in der südafrikanischen Provinz Gauteng etwa zehn Kilometer östlich von Johannesburg. Sie ist seit 2000 Teil der Metropolgemeinde Ekurhuleni, in der die zuvor eigenständigen Kommunen des East Rand, des östlichen Teils des Witwatersrand, zusammengefasst wurden. 2011 hatte die Stadt 121.536 Einwohner.

## Geschichte
Alberton entstand in der zweiten Hälfte des 19. Jahrhunderts aus der Farm Elandsfontein des Farmers Johan Georg Meyer. Die zweite Hälfte der Farm hatte er 1886 bei einem Laden in Zahlung gegeben. Dort entstand die Nachbarstadt Germiston. Benannt wurde die Stadt um die Jahrhundertwende nach der Heimatstadt der Meyer’schen Vorfahren, Prins Albert. Bis 1905 hatten sich fünf Familien in Alberton niedergelassen; 1918 wurde das erste Rathaus gebaut, 1926 die Straßen asphaltiert und eine Poststelle eröffnet. In den 1930er und 1940er Jahren breitete sich die Stadt in die neuen Vororte Alberton North, New Redruth, Newmarket und Alrode aus; in den 1960er Jahren kamen die Stadtteile Alberante und General Albertspark hinzu. 1959 wurden die schwarzen Bewohner von Elandsfontein nach Thokoza umgesiedelt; aus dem Viertel, in dem sie zuvor gewohnt hatten, wurde 1971 der „weiße“ Vorort Verwoerdpark. In den 1960er Jahren lebten in Alberton etwa 9000, in Thokoza rund 24.000 Menschen.